# Hanitriniaina Rakotondrabé
Hanitriniaina Rivosoa Rakotondrabé (ur. 1 stycznia 1967) – madagaskarska lekkoatletka, sprinterka.
W 1996 wzięła udział w igrzyskach olimpijskich, na których wystartowała w biegu na 100 m i sztafecie 4 × 100 m. W pierwszej konkurencji zajęła 2. miejsce w swoim biegu eliminacyjnym z czasem 11,36 s, dzięki czemu przeszła do ćwierćfinału, w którym odpadła plasując się na 6. pozycji w swoim biegu z czasem 11,43 s. Sztafeta z jej udziałem nie ukończyła swojego biegu eliminacyjnego.
W 2000 ponownie wystąpiła w igrzyskach olimpijskich, na których wystartowała w tych samych konkurencjach, co cztery lata wcześniej. Na 100 m była 3. w swoim biegu eliminacyjnym z czasem 11,50 s, dzięki czemu przeszła do ćwierćfinału, w którym odpadła zajmując 5. miejsce w swoim biegu z czasem 11,51 s. Sztafeta z jej udziałem była 4. w swoim biegu eliminacyjnym z czasem 43,61 s, dzięki czemu awansowała do półfinału, w którym odpadła plasując się na ostatniej, 8. pozycji z czasem 43,98 s. Była najstarszym reprezentantem Madagaskaru na tych igrzyskach.